# WebSocket
WebSocket е мрежов протокол, осигуряващ едновременна непрекъсната комуникация между клиента и сървъра.

## История
WebSocket е разработен от Иън Хиксън и Майкъл Картър и стандартизиран през 2011 година. Поддържа се от всички модерни уеб браузъри. За разлика от стандартния HTTP протокол, където клиентът изпраща заявки, а сървърът отговаря, тук е възможно при установена връзка двете устройства да си комуникират в реално време.